# Vladimir Tintor
Vladímir Tintor (Novi Sad, RFS Yugoslavia, 18 de julio de 1978) es un actor serbio.

## Trayectoria
Es hijo del político Stojan Tintor y su esposa Ljiljana. Tintor creció en Novi Sad, donde asistió al Svetozar Markovic College. Su entusiasmo por el mundo de la actuación desde muy joven lo llevó a la Academia de las Artes, donde se graduó con gran éxito. Después de graduarse, Tintor protagonizó varias producciones teatrales en Novi Sad, Belgrado, Zrenjanin y Sombor.
Interpretó sus primeros papeles cinematográficos en la película Žurka, con la que inició su carrera. Tintor se hizo conocido por la amplia audiencia de su personaje Franjo Barišić en la telenovela Zabranjena ljubav, que protagonizó desde 2006 hasta el final de la serie en 2008.
Tintor vive en actualmente en Zagreb y se declara abiertamente gay. Además es miembro de NK Osijek.

## Filmografía

### Series de televisión
- 2006-2008: Zabranjena ljubav
- 2008: Ponos Ratkajevih
- 2008: Zakon Ijubavi
- 2009: Najbolje Godine
- 2010: Mamútica

### Largometrajes
- 2004: Zurka
- 2010: Tumor
- 2012: Priprema